# Puput arbòria negra
La puput arbòria negra  (Rhinopomastus aterrimus) és una espècie d'ocell de la família dels fenicúlids (Phoeniculidae).
Habita boscos i sabanes de l'Àfrica subsahariana, al sud-oest de Mauritània, Senegal, Gàmbia, sud de Mali, Burkina Faso, Guinea Bissau, Guinea, Sierra Leone, Costa d'Ivori, Ghana, Togo, Benín, sud de Níger, Nigèria, Camerun, el Gabon, República Centreafricana, sud de Txad, sud del Sudan, el Sudan del Sud, Etiòpia, Eritrea, centre d'Angola, sud i nord-est de la República Democràtica del Congo i nord d'Uganda.